# Moeraki Kemu
Moeraki Kemu ist ein von Stefan Kiehl entwickeltes Brettspiel für zwei Spieler. Es ist handgefertigt und besteht größtenteils aus hochwertigen Materialien (Jade und Glas). Ziel ist es, als Stammeshäuptling der Māori Strandabschnitte zu besetzen und diese durch den geschickten Einsatz der eigenen Spielsteine zu halten. Das Spiel erschien im Jahr 2011 bei Kiehly.

## Spielanleitung
Das Spiel wird von zwei Spielern gespielt. Jeder Spieler ist im Besitz von 28 Spielsteinen und eines Māori-Tane (Krieger). Im Laufe des Spiels legen die Spieler die Steine abwechselnd in die Mulden des Spielbretts, wobei sie versuchen, Strandfelder zu erobern. Strandfelder sind alle von schwarzen Linien umgebenen dreieckigen oder quadratischen Felder. Ein Spieler hat ein Strandfeld erobert, wenn er anteilig die meisten Steine um dieses Strandfeld gelegt hat. Dafür erhält er einen Punkt, der durch ein in das  Strandfeld gelegtes Stammesplättchen symbolisiert wird. Für die dreieckigen Strandfelder am Spielfeldrand gibt es einen halben Punkt.
Ein Spieler gewinnt vorzeitig (wenn noch gar nicht alle Spielsteine gesetzt sind), falls eine der folgenden Bedingungen erfüllt ist:
- „Strand“: Ein Strandfeld ist mit vier eigenen Steinen umschlossen.
- „Fluss“: Eine der über das Spielfeld verlaufenden, geradlinigen und mit schwarzen Strichen verbundenen Kugelreihen („Diagonalen“) ist vollständig mit eigenen Kugeln belegt. Dazu zählen auch die Dreier-Diagonalen am Spielfeldrand. Befindet sich in einer Diagonalen die Moeraki-Kugel, so genügt bereits eine Besetzung mit eigenen Kugeln vom Spielfeldrand bis zur Moeraki-Kugel.
- „Weg“: Alle 4 Mulden einer der 4er-Reihen am Spielfeldrand sind mit eigenen Kugeln belegt.
- „Auge“ (nur im „Meisterspiel“): Die durch den weißen Moeraki-Kreis miteinander verbundenen vier Kugelmulden sind mit vier eigenen Spielsteinen oder der Moeraki-Kugel und drei eigenen Spielsteinen belegt.

Konnte keiner der Spieler einen vorzeitigen Sieg herbeiführen, gewinnt der Spieler, der die meisten Strandfelder erobert hat.

## Besondere Merkmale
Das Spielbrett und die Kriegerfiguren sind handgefertigt, entsprechend ist jedes Spiel daher ein Unikat. Für das Spielmaterial kamen unter anderem Ton (Kriegerfigur), Glas (Spielsteine) und Jade (Moerakikugel) zum Einsatz. Weiterhin erschien das Spiel vorerst in einer Auflage von 1.000 Exemplaren.